# Umberto Raho
Umberto Raho (* 4. Juni 1922 in Bari; † 9. Januar 2016 in Anzio) war ein italienischer Schauspieler.

## Leben
Raho, Sohn eines italienischen Vaters und einer bulgarischen Mutter, machte einen Abschluss in Philosophie, begann aber unmittelbar nach dem Kriegsende mit einer Karriere als Schauspieler. Bereits 1948 war er in seinem ersten Kinofilm zu sehen; erst 1961 jedoch wurde er zu einem häufig auftretenden Charakterdarsteller. Seine große, schlanke, aber auch leicht finstere Erscheinung ließen ihn oftmals undurchsichtige Charaktere in Genrefilmen jeder Art, häufig aber Kriminalfilme und Gialli, darstellen. Unter seinen über 120 Rollen, die er auch unter einigen Pseudonymen spielte, finden sich gelegentliche Fernsehauftritte. Mitte der 1990er Jahre zog sich Raho vom aktiven Schauspielgeschäft zurück.

## Filmografie (Auswahl)
- 1948: Fantasmi del mare
- 1959: This Man Dawson (Fernsehserie, Folge 1x10 Fight Game)
- 1961: Nofretete – Königin vom Nil (Nefertite, regina del Nilo)
- 1964: Danza macabra
- 1964: I gemelli del Texas
- 1964: The Last Man on Earth
- 1964: Der Todesfluch der brennenden Hexe (I lunghi capelli della morte)
- 1965: Darling
- 1965: Der Mann, der kam, um zu töten (L’uomo dalla pistola d’oro)
- 1965: Unser Mann aus Istanbul (Operación Estambul)
- 1965: Vergeltung am Wichita-Paß (Gli eroi di Fort Worth)
- 1966: Jonny Madoc (Due once di piombo)
- 1967: Bang Bang Kid
- 1967: Ein Halleluja für Django (La più grande rapina del west)
- 1967: Jonny Madoc rechnet ab (Pecos è qui: prega e muori)
- 1967: Der Keuschheitsgürtel (La cintura di castità)
- 1967: Die schmutzigen Dreizehn (Quindici forche per un assassino)
- 1968: Der Bastard (I bastardi)
- 1968: Zucker für den Mörder (Un killer per sua Maestà)
- 1969: Das Geheimnis der schwarzen Handschuhe (L’uccello dalle piume di cristallo)
- 1969: Sie kamen zu viert um zu töten (…E vennero in quattro per uccidere Sartana)
- 1970: Das Geständnis (L'aveu)
- 1971: Die Grotte der vergessenen Leichen (La notte che Evelyn uscì della tomba)
- 1971: Die neunschwänzige Katze (Il gatto a nove code)
- 1971: I quattro pistoleri di Santa Trinità
- 1971: Zeig mir das Spielzeug des Todes (Il giorno del giudizio)
- 1971: Salto Mortale (TV-Serie): Gastspiel in Venedig
- 1972: Baron Blood (Gli orrori del castello di Norimberga)
- 1972: Dein Vergnügen ist auch mein Vergnügen (Il tuo piacere è il mio)
- 1972: Summertime-Killer (Un verano para matar)
- 1973: Gott schützt die Liebenden
- 1974: Brot und Schokolade (Pane e cioccolata)
- 1974: Gewalt und Leidenschaft (Gruppo di famiglia in un interno)
- 1974: Moses (Mosè) (Fernseh-Miniserie)
- 1974: Mussolini – Die letzten Tage (Mussolini: Ultimo atto)
- 1975: Der zweite Frühling
- 1977: Casanova & Co.
- 1985: Ein Käfig voller Narren – Jetzt wird geheiratet (La cage aux folles III: 'Elles' se marient)
- 1986: Aladin (Superfantagenio)
- 1986: Die Affäre Aldo Moro (Il caso Moro)
- 1992: Die geheimnisvolle Blonde (La bionda)
- 1997: Double Team